# FK Iakoutia Iakoutsk
Maillots
Le Iakoutia Iakoutsk (russe : «Якутия» Якутск) est un club de football russe basé à Iakoutsk fondé en 1991 et disparu en 2016.

## Histoire
Formé en 1991 sous le nom Dinamo Iakoutsk, le club fait ses débuts en championnat la même année en quatrième division soviétique avant d'être intégré dans le groupe Est de la nouvelle deuxième division russe l'année suivante. 
Relégué à l'issue de la saison 1993, le club évolue deux saisons en troisième division avant de cesser ses activités sportives en 1996 puis entre 1998 et 2007. Réintégrant la quatrième division en 2008, le Iakoutia évolue trois saisons à ce niveau avant de retrouver la troisième division en 2011, où il se maintient jusqu'à la fin de la saison 2015-2016, à l'issue de laquelle le club est dissout faute de financement.

## Bilan sportif

### Classements en championnat
La frise ci-dessous résume les classements successifs du club en championnat de 1991 à 2016.

### Bilan par saison
| Saison      | Championnat  | Championnat  | Championnat  | Championnat  | Championnat  | Championnat  | Championnat  | Championnat  | Championnat  | Championnat  | Coupe de Russie |              |
| Saison      | Division     | Pos          | Pts          | J            | V            | N            | D            | BP           | BC           | Diff         | Coupe de Russie |              |
| ----------- | ------------ | ------------ | ------------ | ------------ | ------------ | ------------ | ------------ | ------------ | ------------ | ------------ | --------------- | ------------ |
| 1991 (URSS) | 4e Zone 10   | 10e          | 33           | 34           | 12           | 9            | 13           | 28           | 38           | -10          | —               |              |
| 1992        | 2e Est       | 8e           | 31           | 30           | 13           | 5            | 12           | 41           | 32           | +9           | —               |              |
| 1993        | 2e Est       | 7e           | 35           | 30           | 14           | 7            | 9            | 41           | 27           | +14          | Premier tour    |              |
| 1994        | 3e Est       | 1er          | 50           | 32           | 22           | 6            | 4            | 69           | 24           | +45          | —               |              |
| 1995        | 3e Est       | 12e          | 45           | 34           | 13           | 6            | 15           | 47           | 59           | -12          | Premier tour    |              |
| 1995        | 3e Est       | 12e          | 45           | 34           | 13           | 6            | 15           | 47           | 59           | -12          | Quatrième tour  |              |
| 1996        | Club inactif | Club inactif | Club inactif | Club inactif | Club inactif | Club inactif | Club inactif | Club inactif | Club inactif | Club inactif | Club inactif    | Club inactif |
| 1997        | 5e Est       | 5e           | 0            | 4            | 0            | 0            | 4            | 3            | 16           | -13          | —               |              |
| 1998-2007   | Club inactif | Club inactif | Club inactif | Club inactif | Club inactif | Club inactif | Club inactif | Club inactif | Club inactif | Club inactif | Club inactif    | Club inactif |
| 2008        | 4e Est       | 5e           | 27           | 18           | 8            | 3            | 7            | 26           | 23           | +3           | —               |              |
| 2009        | 4e Est       | 6e           | 17           | 14           | 5            | 2            | 7            | 19           | 27           | -8           | —               |              |
| 2010        | 4e Est       | 4e           | 18           | 12           | 5            | 3            | 4            | 13           | 18           | -5           | —               |              |
| 2011-2012   | 3e Est       | 12e          | 29           | 36           | 7            | 8            | 21           | 38           | 76           | -38          | Deuxième tour   |              |
| 2011-2012   | 3e Est       | 12e          | 29           | 36           | 7            | 8            | 21           | 38           | 76           | -38          | Premier tour    |              |
| 2012-2013   | 3e Est       | 7e           | 35           | 30           | 9            | 8            | 13           | 37           | 46           | -9           | Premier tour    |              |
| 2013-2014   | 3e Est       | 6e           | 35           | 24           | 10           | 5            | 9            | 36           | 36           | 0            | Quatrième tour  |              |
| 2014-2015   | 3e Est       | 7e           | 20           | 24           | 6            | 2            | 16           | 28           | 47           | -19          | Deuxième tour   |              |
| 2015-2016   | 3e Est       | 8e           | 25           | 24           | 6            | 7            | 11           | 38           | 49           | -11          | Deuxième tour   |              |

Légende
- Promotion en division supérieure
- Relégation en division inférieure